# Fernand Bosmans
Fernand Bosmans (født 29. juni 1883, død 29. juli 1960) var en belgisk fægter, som deltog i de olympiske lege 1908 i London.
Ved legene i 1908 stillede Bosmans op i kårde. Individuelt blev han nummer tre i sin indledende pulje, nummer to i sin andenrundepulje, hvorpå han blev sidst i sin semifinalepulje og var ude af turneringen. Han var desuden med på det belgiske kårdehold. Belgierne besejrede i kvartfinalen Sverige med 11-6, hvorpå de besejrede Italien 9-8 i semifinalen. I kampen om guldet tabte belgierne 7-9 til Frankrig og måtte derpå ud i en kamp om andenpladsen, som de tabte 5-9 til Storbritannien. Dermed blev det belgiske hold nummer tre i konkurrencen.